# Louise Lake (Whitehorse)
Der Louise Lake ist ein etwa 58 ha großer See, der sich 12 km westlich von Whitehorse im kanadischen Yukon-Territorium befindet. Der See ist auch als „Jackson Lake“ bekannt. Der See befindet sich im Stammesgebiet der Kwanlin Dun First Nation.

## Lage
Der Louise Lake befindet sich unweit der „Fish Lake Road“, die von Whitehorse zum 6,5 km weiter südlich gelegenen Fish Lake führt. Der See befindet sich auf einer Höhe von etwa 1020 m. Der Fish Creek, Abfluss des Fish Lake, fließt dem Louise Lake zu. Am nordöstlichen Seeende verlässt der Porter Creek den See. Dessen Wasser wird später zu einem Kleinwasserkraftwerk umgeleitet und gelangt anschließend in den McIntyre Creek, ein kleiner Nebenfluss des Yukon River. Der Louise Lake ist maximal 13 m tief. Die mittlere Wassertiefe beträgt 6,8 m.

## Seefauna
Im See wurden folgende Fischarten nachgewiesen: Amerikanischer Seesaibling, Arktische Äsche und Prosopium cylindraceum (round whitefish). Aufgrund des Fehlens der Heringsmaräne als Beutefisch sind die gefangenen Exemplare des Amerikanischen Seesaiblings unterdurchschnittlich groß.